# Đỗ Duy Mạnh
Đỗ Duy Mạnh (ur. 29 września 1996 w Hanoi) – wietnamski piłkarz występujący na pozycji obrońcy, zawodnik Hà Nội T&T. Reprezentant Wietnamu.

## Życiorys
Został piłkarzem z pasji do swojego idola Cristiano Ronaldo.

### Kariera klubowa
Pod koniec 2006, w wieku 10 lat został wybrany do utalentowanej klasy piłkarskiej Hanoi. W 2013 z Hanoi Youth Football Training Center został przeniesiony do gry w młodzieżowych drużynach Hà Nội T&T. Pod koniec grudnia 2013 wraz z klubowym kolegą Phạm Đức Huyem został zaproszony na testy do gry w japońskim klubie Hokkaido Consadole Sapporo z J2 League.
W 2015 podpisał kontrakt z wietnamskim klubem Hà Nội T&T z V.League 1. W klubie zadebiutował 4 stycznia 2015 na stadionie Thống Nhất Stadium (Ho Chi Minh) w zremisowanym meczu ligowym przeciwko Long An FC, strzelając gola w 72 minucie gry. Od tego czasu stał się regularnym zawodnikiem pierwszej jedenastki.

### Kariera reprezentacyjna
Reprezentant Wietnamu w kategoriach: U-16, U-19 i U-23. 
W seniorskiej reprezentacji Wietnamu zadebiutował 8 października 2015 na stadionie Mỹ Đình w zremisowanym 1:1 meczu eliminacyjnym do Mistrzostw Świata w Piłce Nożnej 2018 z Irakiem, zagrał całe spotkanie.

## Sukcesy

### Klubowe
Hà Nội T&T
- Zwycięzca V.League 1: 2016, 2018, 2019
- Zdobywca drugiego miejsca V.League 1: 2015[3]
- Zdobywca Pucharu Wietnamu: 2019
- Zdobywca drugiego miejsca w Pucharze Wietnamu: 2015[3], 2016
- Zdobywca Superpucharu Wietnamu: 2019, 2020
- Zdobywca drugiego miejsca w Superpucharze Wietnamu: 2016, 2017

### Reprezentacyjne
Wietnam U-23
- Zdobywca trzeciego miejsca w Igrzyskach Azji Południowo-Wschodniej: 2015[3]
- Zdobywca drugiego miejsca w Pucharze Azji U-23: 2018

Wietnam
- Zwycięzca w Mistrzostwach ASEAN: 2018
- Zdobywca drugiego miejsca w Pucharze Króla Tajlandii: 2019

### Indywidualne
- Najlepszy Młody Piłkarz V.League 1: 2015[3]